# Kuk-Tiaka
Kuk-Tiaka (ros. Кук-Тяка) – wieś (sieło) w Rosji, w Tatarstanie, w rejonie aznakajewskim. W 2010 liczyła 354 mieszkańców.